# Florence Augusta Merriam Bailey
Florence Augusta Merriam Bailey (Locust Grove, Oklahoma, 8 d'agost de 1863 – 22 de setembre de 1948) va ser una ornitòloga nord-americana i escriptora de la natura. És considerada l'autora de la primera guia d'ocells moderna il·lustrada, Birds Through an Opera-Glass, publicada el 1890.

## Vida i ocupació professional

### Família i primers anys
Florence Augusta Merriam Bailey va néixer el 8 d'agost de 1863 a Locust Grove, a prop de Leyden, Nova York. Els seus pares van ser Clinton Levi Merriam i Caroline Hart Merriam. Era la més jove de quatre germans. Va créixer a la propietat de la seva família anomenada Homewood, en un cim boscós a Locust Grove. Merriam i el seu germà Clinton Hart (que tenia gairebé vuit anys més que ella) van estudiar astronomia i història natural animats pels seus pares i la tia Helen Bagg i tots dos es van interessar molt aviat per l'ornitologia. El seu pare estava interessant en temes científics i mantenia correspondència amb John Muir a qui havia conegut a Yosemite l'estiu de 1871.
Tot i que en la seva adolescència va tenir una salut un mica fràgil, va estudiar a l'escola privada de Piatt a Utica (Nova York) i es va preparar per a la universitat. Va assistir a Smith College, un centre universitari situat a Northampton (Massachusetts) que era exclusiu per a noies. S'hi va estar quatre anys però, per algun motiu, no va poder rebre el títol en acabar estudis el 1886. De fet, el títol no li va ser atorgat fins al 1921. També va assistir a classes de la Universitat Stanford el curs 1893 a 1894.
La seva família sovint passava els hiverns lluny de Homewood, en el clima més suau de Nova York. En unes vacances primaverals de la universitat, van conèixer Ernest Thompson Seton qui va animar-la a estudiar els ocells vius.

### Activitats per protegir ocells

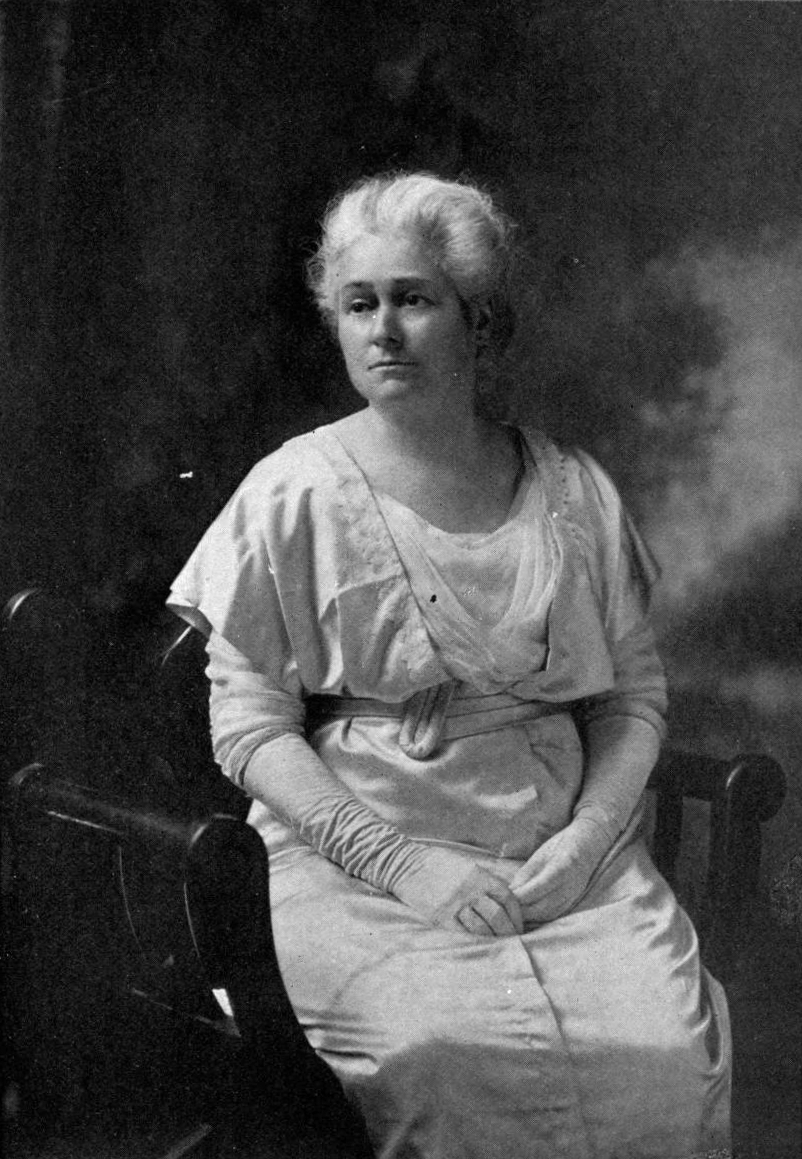
Retrat publicat a la revista Bird Lore (1916).

En el moment en què es va interessar pels ocells, la majoria d'estudis es basaven en col·leccions ornitològiques i plomatges; tanmateix, ella estava més interessada pel comportament dels ocells vius al camp. En aquesta època també era de moda entre les dones portar plomes als barrets motiu pel qual el 1885, va escriure el primer dels diversos articles de diaris en que rebutjava aquesta pràctica. El 1886, en col·laboració amb George Bird Grinnell i la seva companya de classe Fannie Hardy, va organitzar la Smith College Audubon Society (SCAS),un capítol local de la naixent National Audubon Society de Grinnell. [18] El SCAS va convidar el naturalista John Burroughs a visitar-lo i el 1886 va participar en el primer d'una sèrie de passejades per la natura amb el grup.
Quan va anar a viure a Washington DC, va ajudar a organitzar la Societat Audubon del Districte de Colúmbia el 1897, i va començar a donar classes d'ocells per aquella organització l'any següent. Mentrestant, va continuar activa amb el Comitè sobre la Protecció dels Ocells de la unió dels Ornitòlegs americans.
Bailey es va dedicar a mostrar i explicar a la gent el valor de les aus vives i va continuar treballant-hi per a la seva protecció. Com a resultat dels seus esforços i d'altres, es va promulgar la Llei de Lacey de 1900 que prohibia el comerç interestatal de la vida salvatge que havia estat capturada, transportada o venuda de forma il·legal. Aquest va ser un primer pas per parar la matança i reduir el nombre de víctimes, especialment entre aus marines com els pelicans i cabussons.

### Guies de camp i ornitologia regional

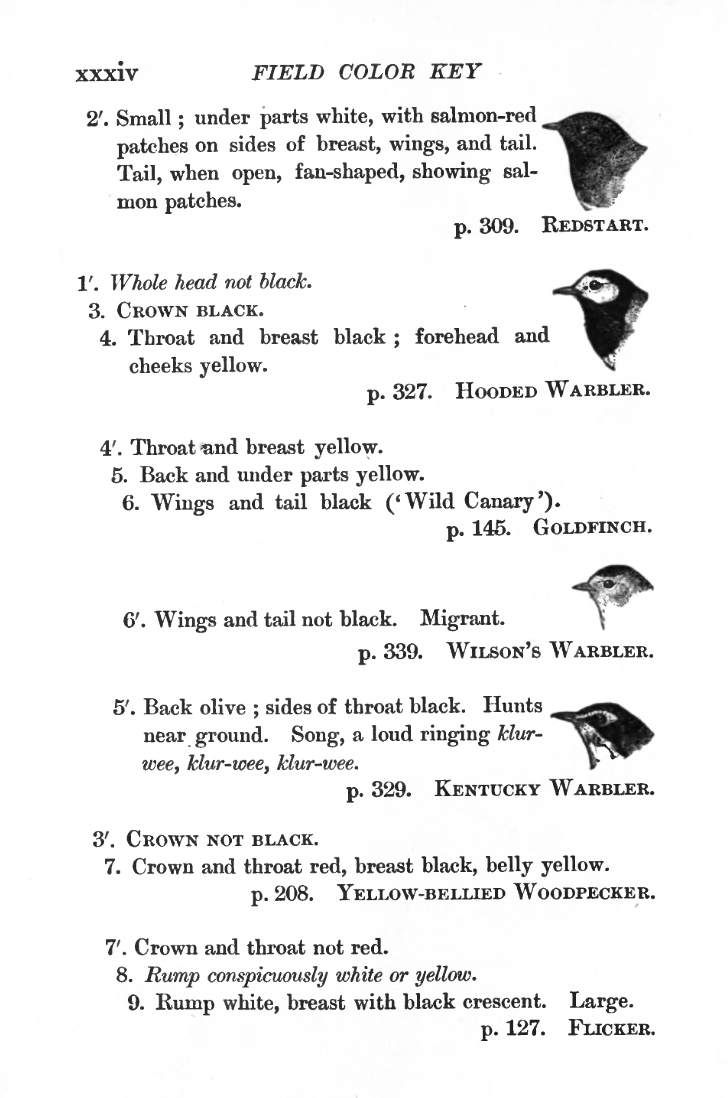
La pàgina il·lustrada que mostra indicacions per identificar ocells.

La seva introducció d'una guia de camp per a l'observació d'ocells, centrada en els ocells vius observats al camp, es considera la primera guia moderna il·lustrada. Va publicar Birds Through an Opera-Glass (ocells vistos amb binoculars) a l'edat de 26 anys, adaptant una sèrie de notes que havien aparegut per primera vegada a la revista Audubon Magazine. El llibre descrivia 70 espècies comunes. Dirigit a dones i joves, el treball s'ha descrit com "encantador, sense pretensions i útil".
El 1889, Florence va fer el primer dels seusu molts viatges a través dels Estats Units occidentals, viatjant amb la seva família per visitar el seu oncle, el major Gustavus French Merriam, a la seva casa al comtat de San Diego, Califòrnia, anomenada "Twin Oaks" (Roures bessons). Un dels propòsits del viatge era la rehabilitació de la salut de Florence. Probablement patia tuberculosi, tot i que la seva malaltia mai va ser formalment diagnosticada com a tal. Uns anys més tard, va viatjar a Utah i Arizona en companyia d'Oliva Thorne Miller. Va descriure les seves experiències a My Summer in a Mormon Villag (El meu estiu en un poble mormó) que a diferència dels altres escrits orientats als ocells, aquest llibre era una narrativa de viatge. El seu segon viatge a "Twin Oaks" va aprofitar per escriure A-Birding on a Bronco que fou il·lustrat per Louis Agassiz Fuertes.Quan va tornar de l'oest es va allotjar amb el seu germà C. Hart a Washington, DC, on va treballar per organitzar capítols locals del Club Nacional de Ciències de les Dones.

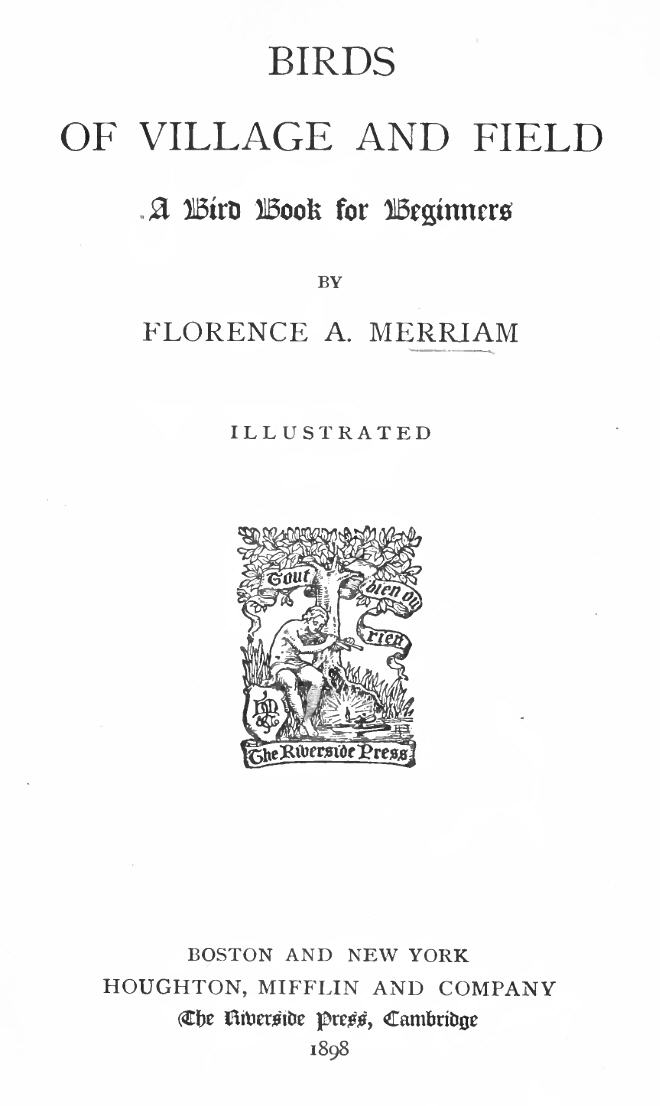
Coberta d'Ocells de Poble i camp.

Merriam va continuar amb una segona guia d'ocells d'un àmbit més ampli (més de 150 espècies) el 1898 amb el Birds of Village and Field (Ocells de poble i de camp), adreçat també a lectors principiants.
El 18 de desembre de 1899, es casar amb Vernon Bailey, cap de camp naturalista de l'Oficina d'Estudis Biològics dels Estats Units i col·lega de C. Hart. Després de diverses residències, el 1834 es van instal·lar Kalorama Road, N.W., al barri d'Adams Morgan de Washington. Entre els visitants de la casa de Bailey hi havia el naturalista inventor Clarence Birdseye i la botànica Alice Eastwood. L'artista de la vida salvatge, flora i fauna, Charles R. Knight va proporcionar la peça central a la biblioteca de la casa, un retrat pintat d'un tigre en repòs. Els Baileys es van fer amics de la jove parella naturalista Olaus Murie i Margaret "Mardy" Murie, i es van convertir en convidats habituals en la residència de Washington.
La següent fita de Florence fou una obra important d'ornitologia, complement del Handbook of Birds of the Eastern United States de Frank Chapman, Aprofitant la millor obra publicada disponible, l'estudi d'espècimens amb l'assistència de Robert Ridgway de la Smithsonian Institution, 600 il·lustracions de diferents fonts, i la seva feina de camp pròpia, va publicar Handbook of Birds of the Western United States el 1902. El llibre quedaria com a referència estàndard en ornitologia regional durant 50 anys com a mínim. Sense sacrificar precisió tècnica, la guia va incloure les descripcions vívides de comportaments com la niuació, alimentació, i la vocalització, informació que ha perdut pes en la literatura que va seguir.
La parella de naturalistes va viatjar àmpliament i van ser responsables d'animar molts joves a triar els estudis en història natural. Durant les següents tres dècades, Florence i Vernon van cobrir molt de l'Oest americà. Van explorar el sud de Califòrnia el 1907, Dakota del Nord (Florence va visitar-la el 1909, 1912, i 1916), la costa d'Oregon el 1914, i el Parc Nacional de les Glaceres el 1917. Els resultats de la seva feina de camp en el parc va ser publicats conjuntament el 1918 com a Wild Animals of Glacier National Park.
La primera recerca substancial dels Baileys sobre el terreny al que era llavors el Territori de Nou Mèxic va arribar el 1903. Durant els tres estius següents, van recórrer la regió. Una dècada més tard, amb la mort de Wells Cooke, van demanar ajuda a la Florence per enllestir la feina de Cooke sobre els ocells de la regió. Aprofitant les seves notes de camp, va escriure el seu magnum opus, The Birds of New Mexico (Ocells de Nou Mèxic), que encara va trigar dotze anys a publicar-se, el 1928. La tasca de Florence va ser reconeguda amb la Medalla Brewster el 1931.
Florence havia visitat el Territori d'Arizona la dècada de 1890; en parella o sola, i va tornar per fer treballs de camp algunes vegades més durant els anys vint. La seva última feina publicada fou Among the Birds in the Grand Canyon Country, publicada pel Servei de Parcs Nacionals el 1939, deu anys abans de la seva mort.
En un assaig commemoratiu, Paul Oehser va comparar favorablement els primers llibres de Florence Merriam Bailey amb la redacció de John Muir i John Burroughs, i la va descriure com "una de les ornitòlogues més literàries del seu temps, combinant un intens amor pels ocells i uns poders d'observació notables amb un bon talent per a l'escriptura i un alt respecte per la ciència". Malgrat l'activitat d'ella i el seu marit, viatjant a través del país fent excursionisme per tot arreu, l'enfocament de Florence Merriam Bailey en l'estudi de la natura era de contemplació suau i tranquil·la. Ella va escriure: "Conrea un esperit filosòfic, acontenta't amb seure i escoltar les veus del pantà; deixa que les veus fascinants, misterioses i desconcertants t'envoltin i troba la pau".
Florence va morir de degeneració miocardíaca a Washington, DC, el 22 de setembre de 1948. Està enterrada a l'antiga casa de Merriam a Locust Grove, Nova York.

## Afiliacions i reconeixement
Bailey es va convertir en la primera dona associada i membre de la Unió dels Ornitòlegs americans el 1885 (nomenada pel seu germà C. Hart), i la primera dona que va rebre la Medalla Brewster el 1931, com a reconeixement per la seva obra The Birds of New Mexico. El 1933 va rebre un doctorat honorari per la Universitat de Nou Mèxic. Va ser membre fundadora de la Societat Audubon del Districte de Columbia i sovint dirigia les seves classes en ornitologia bàsica. El 1908, Joseph Grinnell va nomenar a la subespècie Parus gambeli baileyae en honor seu. El 1992, una muntanya al sud d'Oregon Cascade Range va ser nomenada Mount Bailey, en honor de Florence i Vernon Bailey, per la Junta Directiva de Geògrafs d'Oregon.

## Publicacions seleccionades
- Merriam, Florence A. Birds Through an Opera-Glass.  Boston, MA: Houghton Mifflin, 1890. DOI 10.5962/bhl.title.60311.
- Merriam, Florence A. My Summer in a Mormon Village.  Boston, MA: Houghton Mifflin, 1894 [Consulta: 4 agost 2019].
- Merriam, Florence A. A-Birding on a Bronco.  Boston, MA: Houghton Mifflin, 1896. DOI 10.5962/bhl.title.12539.
- Merriam, Florence A. How Birds Affect the Farm and Garden.  Nova York: Forest and Stream Publishing, 1896. DOI 10.5962/bhl.title.36220.
- Merriam, Florence A. Birds of Village and Field: A Bird Book for Beginners.  Boston, MA: Houghton Mifflin, 1898. DOI 10.5962/bhl.title.30028.
- Bailey, Florence Merriam. Handbook of Birds of the Western United States, Including the Great Plains, Great Basin, Pacific Slope, and Lower Rio Grande Valley.  Boston, MA: Houghton Mifflin, 1902. DOI 10.5962/bhl.title.7872. Plates by Louis Agassiz Fuertes.
- Bailey, Vernon; Bailey, Florence Merriam. Wild Animals of Glacier National Park.  Washington, DC: Government Printing Office, 1918. DOI 10.5962/bhl.title.13645..
- Bailey, Florence Merriam. Birds of New Mexico.  Santa Fe, NM: New Mexico Department of Game and Fish in cooperation with the State Game Protective Association and the Bureau of Biological Survey, 1928. "With Contributions by the Late Wells Woodbridge Cooke. Illustrated with Colored Plates by Allan Brooks, Plates and Text Figures by the Late Louis Agassiz Fuertes."
- Bailey, Florence Merriam. Among the Birds in the Grand Canyon Country.  Washington, DC: Government Printing Office, 1939 [Consulta: 30 desembre 2013].